# فرودگاه سنت برویکس
فرودگاه سنت برویکس (به انگلیسی: St. Brieux Airport) یک فرودگاه همگانی است که یک باند فرود ماسه دارد و طول باند آن ۱۰۶۷ متر است. این فرودگاه در کشور کانادا قرار دارد و در ارتفاع ۵۴۳ متری از سطح دریا واقع شده‌است.